# Dasygnathus trituberculatus
Dasygnathus trituberculatus är en skalbaggsart som beskrevs av Blackburn 1889. Dasygnathus trituberculatus ingår i släktet Dasygnathus och familjen Dynastidae. Inga underarter finns listade i Catalogue of Life.

## Bildgalleri

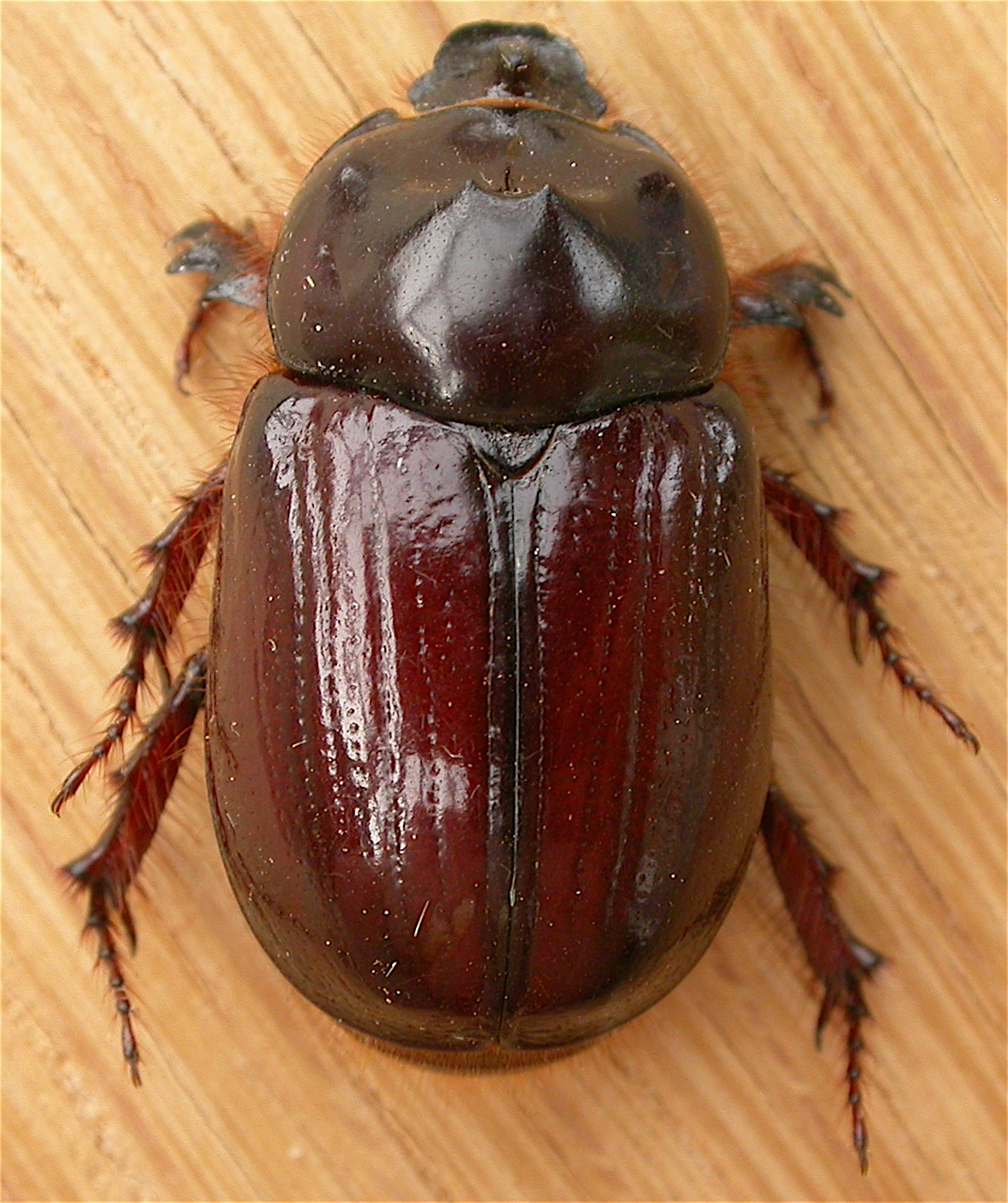
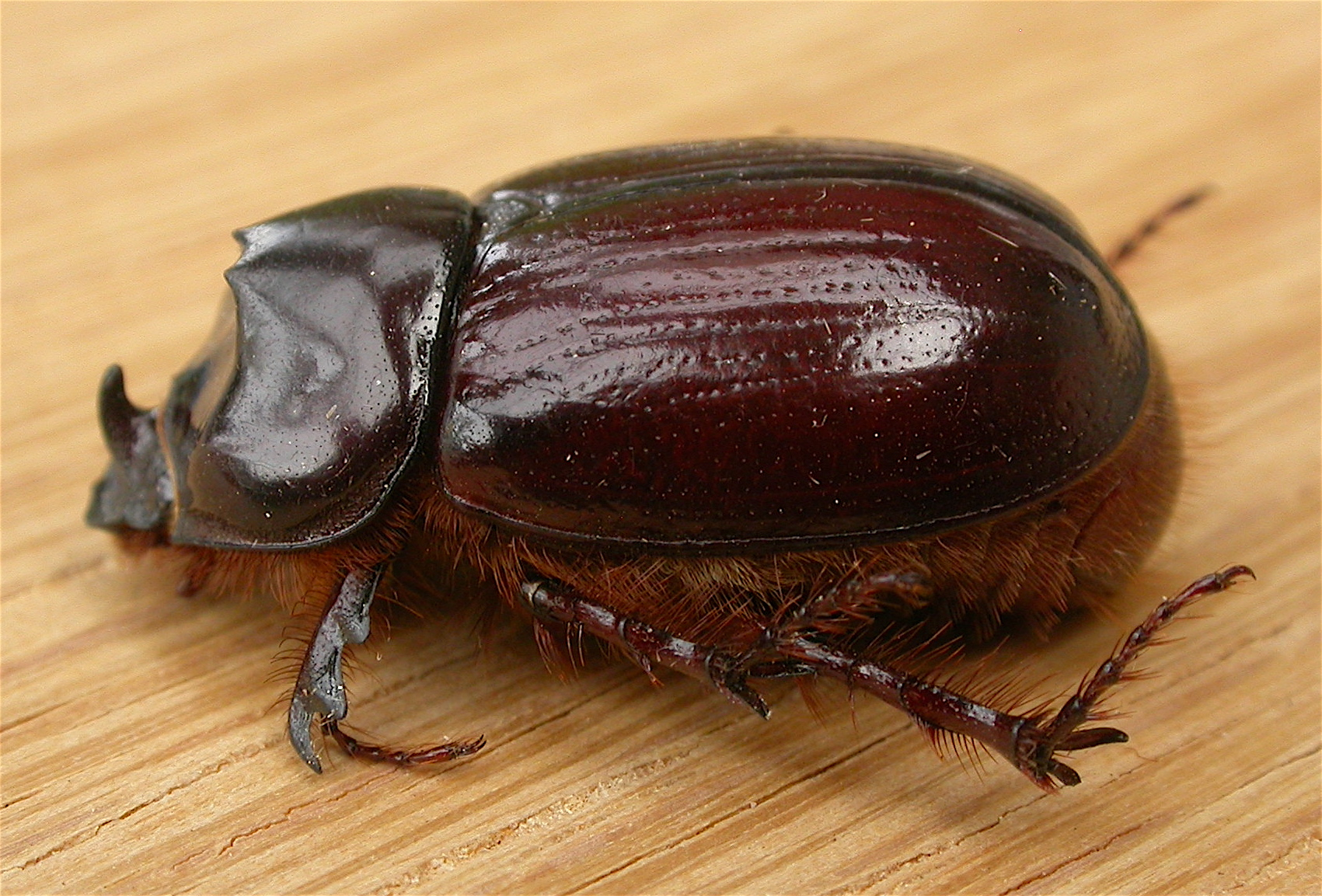